# Runsten Seby
Runsten Seby, nebo švédsky také Seby runsten či Ölands runinskrifter 18 a česky runový kámen Seby a Ölandský runový nápis 18, je runový kámen ve vesnici Seby v obci Segerstad v okrese Mörbylånga na ostrově Öland v kraji Kalmar v jižním Švédsku. Je to největší runový kámen na ostrově Öland.

## Nápis na kameni
Nápis pochází z roku 1100 a lze jej přeložit jako:
| „ | Ingjald, Näf a Sven postavili kámen po Rormarovi, svém otci. | “ |

## Další informace
Runsten Seby stojí na východní straně silnice, je z vápence. Je to konická deska s výškou 3 m a šířkou základny 1,75 m. Runy jsou vysoké 11 až 14 cm. V letech 1966, 1974 a 1991 byl spadlý kámen znovu vztyčen a rytina barevně doplněna. Poškození v pravém horním rohu se objevilo již v roce 1634.

## Galerie

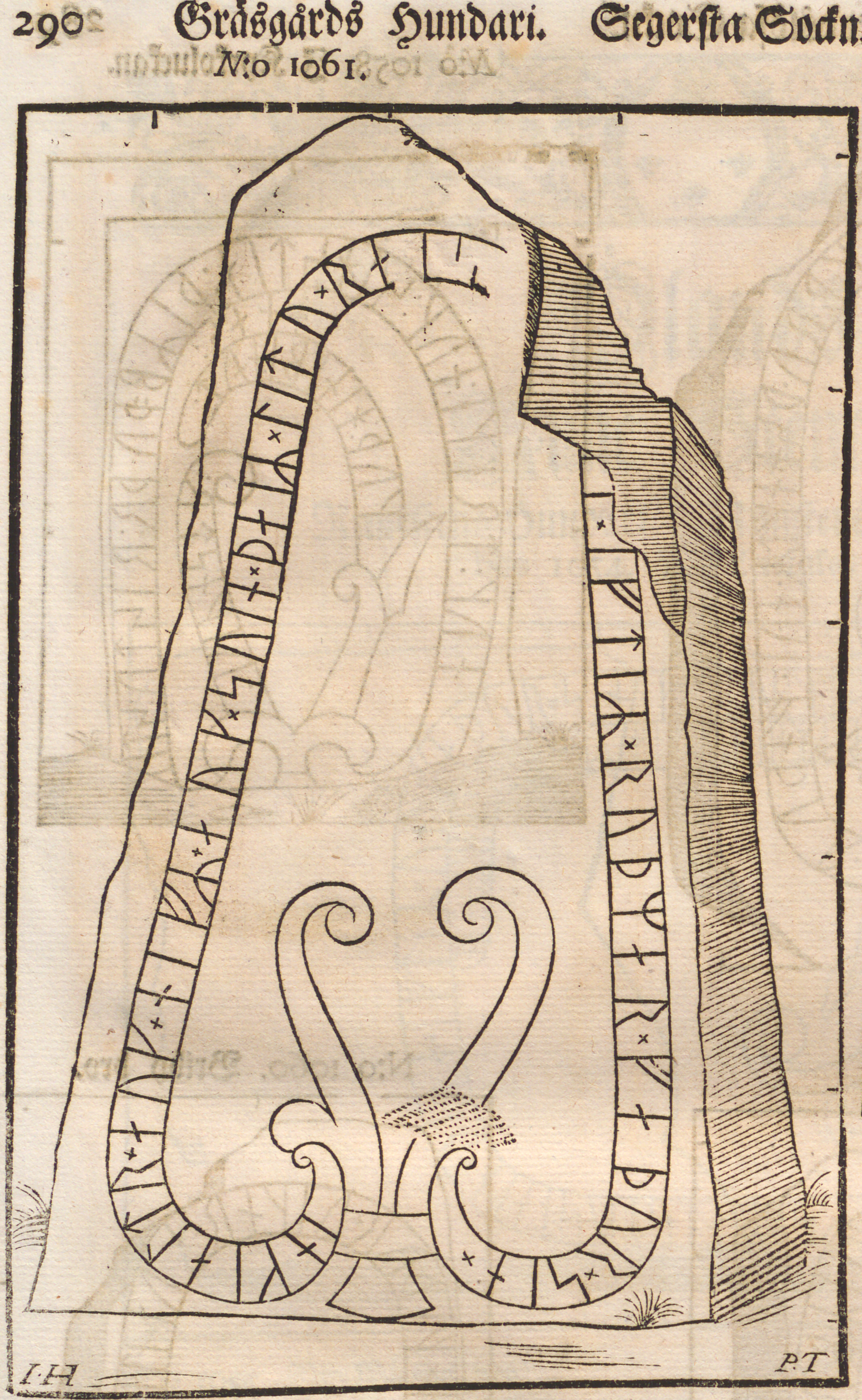
Historický nákres kamene
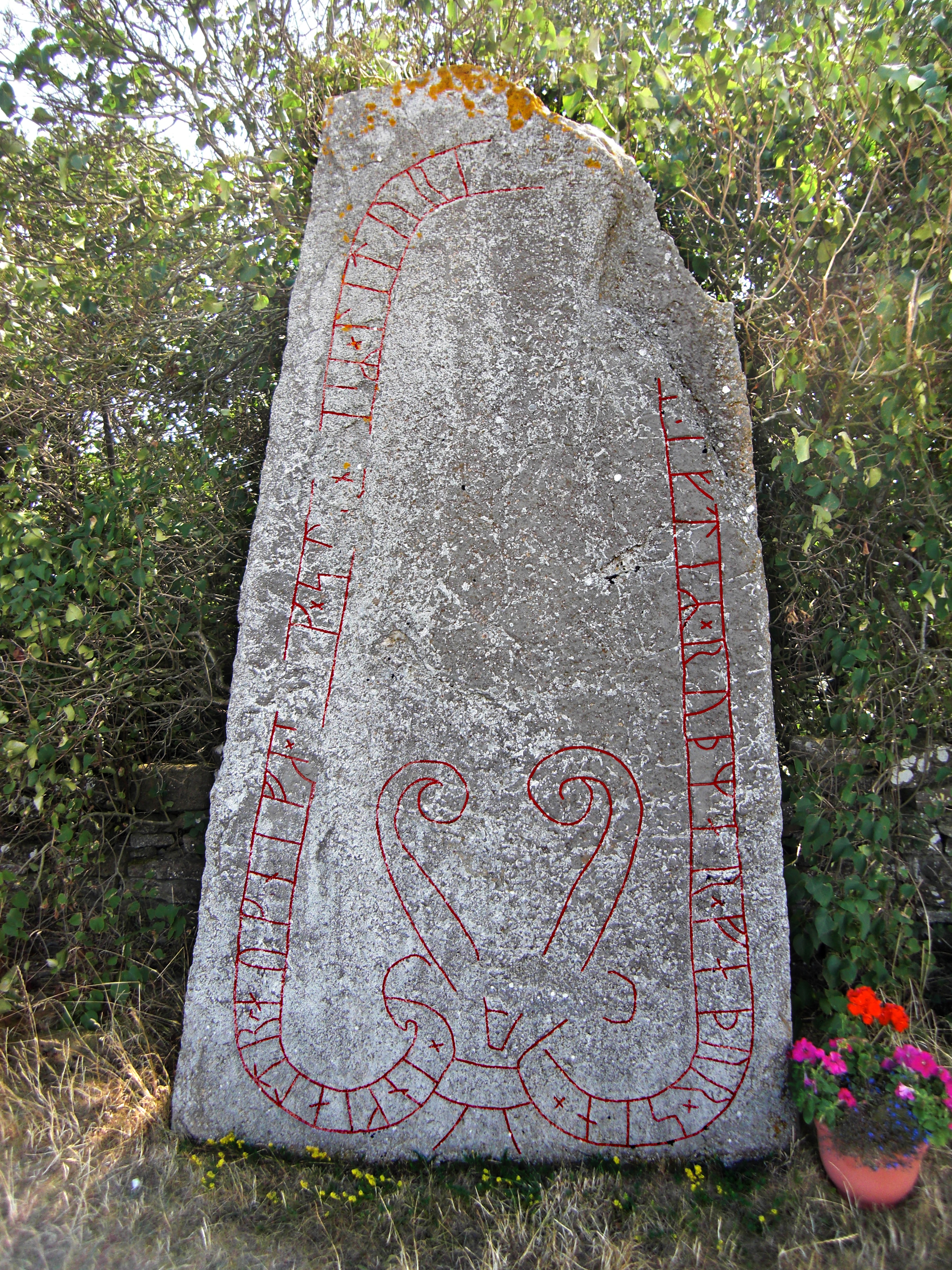
Červenec 2008
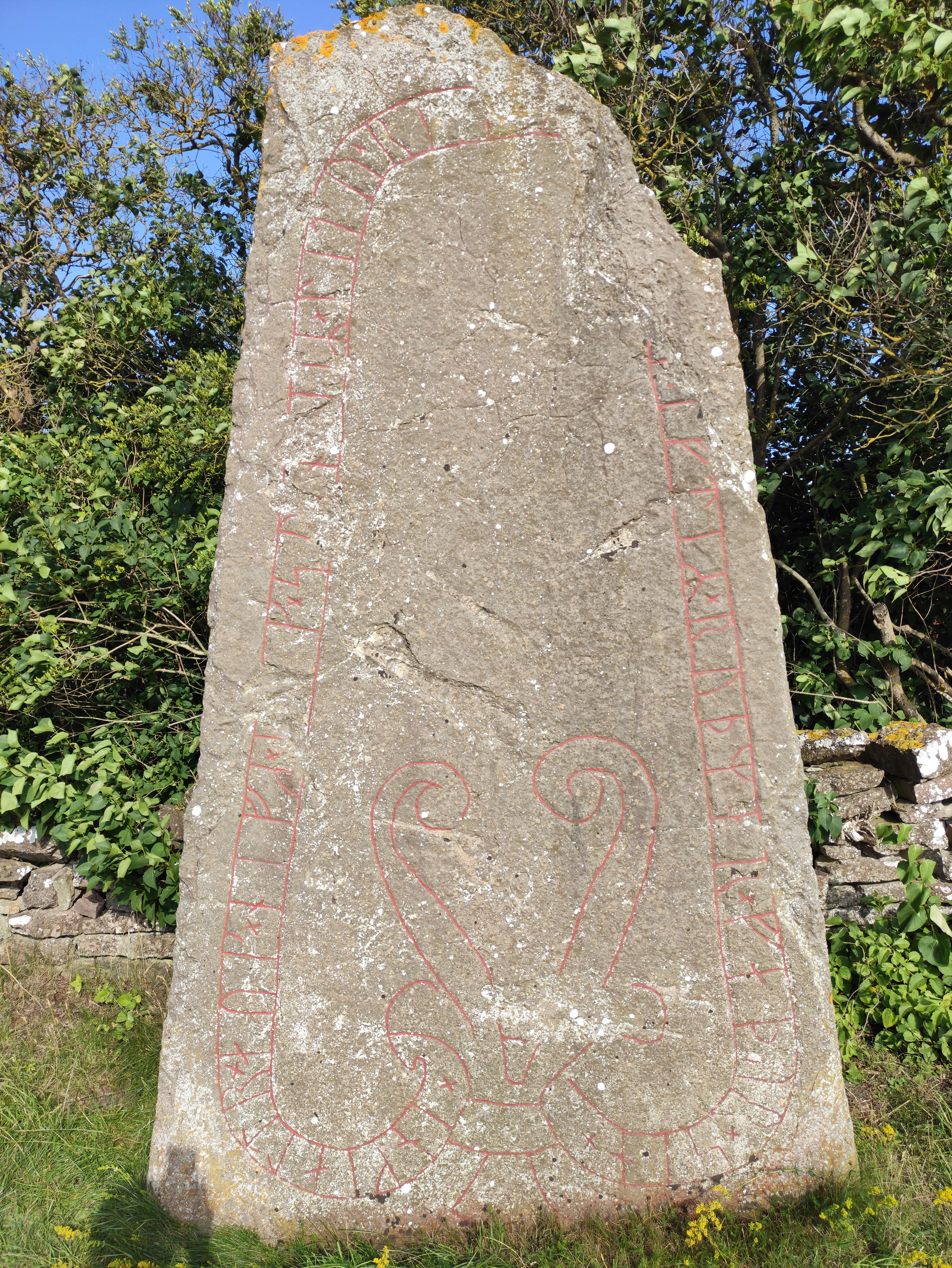
Červen 2023